# Лариос, Хуан
Хуан Лариос Лопес (исп. Juan Larios López; род. 12 января 2004, Томарес) — испанский футболист, крайний защитник английского «Саутгемптона», выступающий на правах аренды за клуб «Культураль Леонеса».

## Клубная карьера
Хуан Лариос является воспитанником испанских клубов «Томарес», «Севилья» и «Барселона». В 2020 году перешёл в молодёжную команду «Манчестер Сити». В составе молодежных команды «Сити» Лариос выступал до начала сезона 2022/23.
1 сентября 2022 года перешёл в «Саутгемптон». Лариос стал одним из четырех футболистов академии «Манчестер Сити» пополнивших состав «Саутгемптона» летом 2022 года. Вместе с ним новоиспеченными «святыми» стали Самьюэл Эдози, Гэвин Базуну и Ромео Лавия. Сообщалось, что сумма гонорара за Лариоса составила 6 млн фунтов. Дебют футболиста в Премьер-лиге состоялся 16 сентября в матче с Астон Виллой. 6 ноября 2022 года в матче с «Ньюкасл Юнайтед» Хуан Лариос получил травму подколенного сухожилия и покинул поле на 34-й минуте.